# Agricolas Schlankbeutelratte

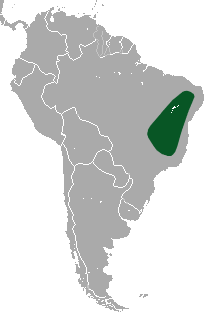
Verbreitungsgebiet

Agricolas Schlankbeutelratte (Cryptonanus agricolai), auch Ceara-Schlankbeutelratte genannt, ist eine Beuteltierart, die im nordöstlichen und südwestlichen Brasilien vorkommt. Das Verbreitungsgebiet umfasst große Teile der trockenen Caatinga und des savannenartigen Cerrados und liegt in den Bundesstaaten Piauí, Ceará, Pernambuco, Sergipe, Tocantins, Bahia, Goiás, Mato Grosso do Sul und Minas Gerais. Wahrscheinlich wird unter Cryptonanus agricolai gegenwärtig ein Komplex verschiedener nah verwandter Arten geführt und die eigentliche Agricolas Schlankbeutelratte hat ein weniger ausgedehntes Verbreitungsgebiet und kommt nur in der Caatinga vor.
Agricolas Schlankbeutelratte ist nach dem brasilianischen Forscher Ernani Agricola benannt.

## Beschreibung
Die Tiere erreichen eine Kopfrumpflänge von 7,4 bis 9,5 cm, haben einen 9 bis 11,4 cm langen Schwanz und erreichen ein Gewicht von etwa 18 g. Der Schwanz ist damit etwa 20 % länger als Kopf und Rumpf zusammen. Das Rückenfell und die Kopfoberseite sind grau bis zimtbraun. Die Wangen sind heller und kontrastieren mit schmalen, dunklen Augenringen, die nicht bis zur Nase und zu den Ohrbasen reichen. Die Unterseite ist weißlich und an Kinn und Kehle heller als an Brust und Bauch. Das Fell ist kurz. Auch Vorder- und Hinterfüße sind weißlich. Weibchen haben keinen Beutel. Die Anzahl der Zitzen ist unbekannt.

## Lebensraum und Lebensweise
Agricolas Schlankbeutelratte kommt in offenen, trockenen Habitaten (Caatinga und Cerrado) vor, sowie in der Übergangszone zur nördlichen Mata Atlântica. Die Typusexemplare wurden in einem Zuckerrohrfeld gefangen. In der savannenartigen Cerrados bevorzugen die Tiere die offenen Regionen vor denen mit dichter Vegetation. Die Art lebt vor allem auf dem Erdboden. Über die Ernährung und die Fortpflanzung ist bisher nichts genaueres bekannt.

## Gefährdung
Die IUCN macht keine zum Gefährdungsgrad von Agricolas Schlankbeutelratte. In ihrem Verbreitungsgebiet gibt es mehrere Schutzgebiete, es ist jedoch nicht bekannt, ob die Tiere auch in den Schutzgebieten vorkommen. Sowohl Caatinga als auch Cerrado werden immer mehr in Äcker zum Anbau von Sojabohnen oder in Weiden zur Rinderzucht umgewandelt.

## Belege
1. 1 2 3 4  Diego Astúa: Family Didelphidae (Opossums). in Don E. Wilson, Russell A. Mittermeier: Handbook of the Mammals of the World – Volume 5. Monotremes and Marsupials. Lynx Editions, 2015, ISBN 978-84-96553-99-6. Seite 169.
2. ↑  Beolens, Watkins & Grayson: The Eponym Dictionary of Mammals. JHU Press, 2009, S. 5 (Agricola).